# Deutsche Dreiband-Meisterschaft 1941

Veranstaltungsort: Berlin

Die Deutsche Dreiband-Meisterschaft 1941  (DDM) war die dreizehnte Ausgabe dieser Turnierserie und fand zum dritten Mal vom 29. April bis 4. Mai in Berlin statt.

## Geschichte
Es war die zweite „Kriegsmeisterschaft“ und die Dritte in Berlin. Die Teilnehmerzahl stieg erneut auf zehn Spieler an, es wurde aber, im Unterschied zu 1939,  keine Vorrunde bzw. Gruppenphase gespielt.
Titelverteidiger August Tiedtke musste sich dem fünfmaligen Titelträger Otto Unshelm beugen, der sich damit den sechsten und gleichzeitig letzten Titel erspielte und das ohne Machtverlust mit 18:0. Der Sieger von 1931, Georg Berrisch, kam nach fünf Vizemeisterschaften zu seiner ersten Bronzemedaille. Tiedtke konnte den im Vorjahr von Berrisch aufgestellten Rekord im besten Einzeldurchschnitt (BED) brechen und um 0,204 auf 1,315 verbessern. Diese Bestmarke sollte bis 1971 Bestand haben, als Dieter Müller einen BED von 1,428 spielte. Auch dies beschreibt einmal mehr die außergewöhnliche Spielstärke des Duisburgers.
Zum ersten Mal griff die Nachstoßregelung, die 1937 eingeführt wurde, gleich zwei Spiele endeten mit einem Remis. Gerd Thielens und Walter Krüger kamen zu einem Punktegleichstand von 9:9, Karl Conen und Karl Breitweg zu 3:15. Bei der Wertung spielte dies jedoch keine Rolle. Entschieden wurde über den besseren Generaldurchschnitt (GD).
Nach 1939 nahm wieder der Wiener Franz Engl, immer noch möglich durch die bestehende Annektierung Österreichs, zum zweiten und letzten Mal an einer Deutschen Meisterschaft teil.

## Modus
Es spielte „Jeder gegen Jeden“ (Round Robin) auf 50 Punkte mit Nachstoß.

## Abschlusstabelle
| 1                          | Otto Unshelm (Magdeburg)      | 18:0 | 450 | 716 | 0,628 | 0,757 | 5 |
| 2                          | August Tiedtke (Soldat)       | 14:4 | 440 | 610 | 0,721 | 1,315 | 9 |
| 3                          | Georg Berrisch (Düsseldorf)   | 14:4 | 431 | 643 | 0,670 | 0,806 | 6 |
| 4                          | Gerd Thielens (Gelsenkirchen) | 9:9  | 410 | 660 | 0,621 | 0,833 | 6 |
| 5                          | Walter Krüger (Berlin)        | 9:9  | 407 | 799 | 0,509 | 0,675 | 6 |
| 6                          | Franz Hahn (Soldat)           | 8:10 | 391 | 756 | 0,517 | 0,781 | 6 |
| 7                          | Waldemar Heyde (Berlin)       | 6:12 | 327 | 678 | 0,482 | 0,602 | 5 |
| 8                          | Franz Engl (Wien)             | 6:12 | 379 | 793 | 0,477 | 0,602 | 5 |
| 9                          | Karl Conen (Langenfeld)       | 3:15 | 350 | 801 | 0,436 | 0,617 | 6 |
| 10                         | Karl Breitweg (Leipzig)       | 3:15 | 341 | 802 | 0,425 | 0,531 | 4 |
| Turnierdurchschnitt: 0,540 |                               |      |     |     |       |       |   |